# Крайсгауптманшафт Тернопіль
Крайсгауптманшафт Тернопіль, Тернопільське окружне староство, Тернопільська округа (нім. Kreishauptmannschaft Tarnopol) — адміністративно-територіальна одиниця дистрикту Галичина Генеральної губернії з центром у Тернополі. Існувала під час нацистської окупації України.

## Історія
1 серпня 1941 року Збаразький, Зборівський, Скалатський, Теребовлянський та Тернопільський повіти увійшли до складу дистрикту Галичина. Ймовірно, 11 серпня 1941 року з цих п'ятьох повітів утворилося Тернопільське окружне староство, яке набуло остаточного оформлення 15 вересня 1941 після реорганізації окружних староств дистрикту. Тернопільською округою керував окружний староста — крайсгауптман. З 15 вересня 1941 ним був Ґергард Гаґер із Холму, якого з 1 серпня 1942 змінив доктор Моґенс Гарбоу зі Самбора. Весь управлінський апарат на рівні округи перебував у руках німців, українці могли тільки займати посаду війта або бургомістра. Округа поділялася на повіти (нім. Bezirke), ті у свою чергу — на волості, а останні — на сільські громади.
У Тернополі у 1941—1942 роках виходив орган української адміністрації «Тернопільські вісті». У Львові на базі газети «Рідна земля» у 1942—1944 роках видавався український популярний тижневик для Тернопільщини і Золочівщини «Тернопільський голос».
1 квітня 1943 частину волості Максимівка (Романове Село) було включено до складу волості Богданівка, 1 червня 1943 частина волості Зборів (Красне) увійшла у волость Мала Плавуча, 1 липня 1943 відбулося включення частини волості Велика Березовиця (село Петриків і 53 земельні наділи кадастрової одиниці Велика Березовиця) у межі міста Тернопіль, цього самого дня було створено Тернопільський міський та Збаразький, Зборівський, Скалатський і Теребовлянський повітові комісаріати. Тернопільським міським комісаром був Ріхард Зальтнер, який із 1 липня 1943 перебував на посаді Збаразького повітового комісара.
Станом на 1 січня 1944 Тернопільська округа складалася із 46 адміністративно-територіальних одиниць: п'ятьох міст (Збараж, Зборів, Скалат, Теребовля, Тернопіль) і 41 волості (нім. Landgemeinde): Баворів, Богданівка, Будзанів, Великі Бірки, Великий Глибочок, Дарахів, Доброводи, Довжанка, Гримайлів, Гукалівці, Залізці, Зборів, Янківці, Ігровиця, Ілавче, Качанівка, Кошляки, Козлів, Озерна, Красна, Купчинці, Лошнів, Максимівка, Мала Плавуча, Микулинці, Мшанець, Настасів, Нове Село, Оліїв, Остап'є, Підволочиськ, Поморяни, Розношинці, Сороцьке, Могильниця, Старий Скалат, Струсів, Теребовля, Чернихівці, Шляхтинці.
15 квітня 1944 року адміністративний центр округи взяли радянські війська.